# Himalia Ridge
Himalia Ridge är en bergstopp i Antarktis. Den ligger i Västantarktis. Argentina, Chile och Storbritannien gör anspråk på området. Toppen på Himalia Ridge är 426 meter över havet.
Terrängen runt Himalia Ridge är kuperad åt sydväst, men åt nordost är den platt.  Trakten är obefolkad. Det finns inga samhällen i närheten. 